# Stephen Jones
Stephen Michael Jones (Aberystwyth, 8 de diciembre de 1977) es un exjugador británico de rugby que se desempeñaba como apertura. Jugó para los dragones rojos y para los British and Irish Lions en las giras a Nueva Zelanda 2005 y Sudáfrica 2009. 

## Carrera

### Llanelli RFC
Jones se une al Llanelli RFC en 1996, permaneciendo en este equipo hasta la temporada 2003-2004. Jugó su última temporada en el club galés para los Llanelli Scarlets, del lado de Llanelli en la nueva reorganización regional galesa (de cara a su participación en la liga Celta, Gales se vio obligada a crear regiones). En su carrera en la máxima categoría galesa, jugó más de 200 partidos y marcó al menos 2.000 puntos. Él también ha jugado como centro en distintas ocasiones.

### Clermont Auvergne
En 2004, Stephen Jones cruza el Canal de la Mancha y se une al potente club francés del Clermont Montferrand-Auvergne. Sin embargo, dos años más tarde dejó Clermont y volvió a jugar con los Scarlets en el año 2006.
Ha tenido una carrera satisfactoria tanto con Clermont como con los Llanelli Scarlets. Al principio fue elegido por un periodista francés como el apertura de la temporada en su segundo año en el club francés. 

### Llanelli Scarlets
En el año 2006, tras un fugaz paso por Francia, Jones decide volver a Llanelli.
Tras volver a los Scarlets, Jones y su equipo tuvieron una excelente temporada en la Heineken Cup de 2007 y alcanzaron las semifinales tras ganar en casa y fuera al Ulster y al Toulouse, así como una cómoda victoria como local a los campeones del 2006 el Munster en cuartos de final. Los Scarlets, la temporada siguiente cayeron contra los Leicester Tigers en semifinales.
Stephen Jones ha terminado con la especulación sobre su futuro firmando un nuevo contrato que le vinculará con Llanelli Scarlets durante tres años más. Había sido, sin embargo, fuertemente unido con un nuevo cruce del Canal de la Mancha para recalar en el club francés del Biarritz tras saberse que una cláusula de su contrato le permite hablar con otros clubes.

## Selección nacional
Jones hizo su debut internacional para la Selección de Gales en 1998 en un partido contra la Selección de Sudáfrica. Como hito personal tiene en su haber el récord de ser el segundo máximo anotador de Gales.
Jones tuvo un papel prominente en el Grand Slam que ganó Gales en 2005. Como apertura galés él marcó la mayoría de los puntos del equipo, su mejor partido fue la victoria en París en la que él marcó 14 puntos incluyendo un drop goal y realizó una rotura de la línea defensiva francesa que con una carrera de 60 metros permitión el primer ensayo de Martyn Williams. En el partido que decidía el campeonato contra Irlanda en el Millenium Stadium de Cardiff anotó otros 19 puntos y proporcionó a Gales su primer Grand Slam tras 27 años. Más tarde fue normbrado como el apertura del campeonato de ese año 2005.
En octubre del año 2006 el entrenador Gareth Jenkins nombró a Jones capitán de los dragones para liderar a Gales en la Copa del Mundo de Rugby de 2007. En la designación de Jones, Jenkins dijo: "Stephen has all the attributes to make a magnificent captain of his country. He has the respect and regard of his players, leadership qualities that are evident for all to see and the talent and ability to lead from the front at game time". ("Stephen tiene todas las aptitudes para ser un magnífico capitán de su país. Él tiene el respeto y consideración de sus jugadores, cualidades de liderazgo que son evidentes para todos los que lo ven y el talento y la habilidad para liderar desde delante en el momento del partido".)
En el Torneo de las Seis Naciones 2008, Stephen Jones hizo 4 apariciones en el segundo título del Grand Slam que gana con Gales. Él consiguió marcar 7 conversiones y 10 golpes de castigo, sumando 44 puntos, tras comenzar el torneo como segunda opción tras James Hook en el puesto de apertura.

### Participaciones en Copas del Mundo
Stephen Jones es uno de los pocos jugadores que jugaron cuatro Copa Mundiales, en su último mundial, los dragones rojos obtuvieron el cuarto puesto luego de 24 años sin llegar a semifinales.
| Mundial                       | Sede          | Resultado        | PJ | Pts |
| ----------------------------- | ------------- | ---------------- | -- | --- |
| Copa Mundial de Rugby de 1999 | Gales         | Cuartos de final | 2  | 0   |
| Copa Mundial de Rugby de 2003 | Australia     | Cuartos de final | 4  | 39  |
| Copa Mundial de Rugby de 2007 | Francia       | Primera fase     | 4  | 31  |
| Copa Mundial de Rugby de 2011 | Nueva Zelanda | Cuarto puesto    | 4  | 23  |

## British and Irish Lions
Stephen Jones fue seleccionado para la gira de los British and Irish Lions por Nueva Zelanda en 2005. Aunque Jones fuera considerado el apertura titular, el seleccionador, Clive Woodward seleccionó a Jonny Wilkinson, aunque estuviera en baja forma, por delante de él. Muchas personas en el mundo del Rugby vio esto como una mala decisión y muchos creyeron que Wilkinson no debía no haber ido a la gira por haberse recuperado recientemente de una lesión seria.

## Palmarés
- Campeón del Torneo de las Seis Naciones de 2005 y 2008 ambas con Grand Slam.
- Campeón de la Celtic League de 2003/04 con los Llanelli Scarlets.